# Tańce smoka i lwa na Halowych Igrzyskach Azjatyckich 2007
Tańce smoka i lwa na Halowych Igrzyskach Azjatyckich 2007 w Makau odbyły się w dniach 1 – 2 listopada w hali Macau Forum. Tabelę medalową zawodów zdominowali Chińczycy z dorobkiem czterech złotych medali. 

## Taniec Smoka
| Konkurencja         | | | |
| ------------------- | --- | --- | --- |
| Program obowiązkowy | Chiny (9.26) · Cai Weifu · Chen Yuehan · Lu Tingying · Ma Sihua · Qu Jieping · Shen Jinhe · Shen Jun · Wang Lei · Zhang Bin · Zhang Hui · Zheng Yu · Zhou Zhijun                                                      | Chińskie Tajpej (9.15) · Chang Chi-shan · Chang Shih-ying · Chen Yue-ting · Chen Yun-chen · Chi Chih-liang · Chiang Li-tzu · Hsieh Wen-che · Hu Shen-hsiang · Jan Mao-ping · Kuo Han-pin · Lai Cheng-po · Liang Teng-wei · Tao Jeng-syong · Wu Wen-chin | Makau (9.12) · Chao Kin Wang · Chio Man Tou · Kam Wai Kit · Kong Kan Pio · Kou Iong Chi · Lei Cho In · Lei Io Neng · Leong Wai Ngai · Lo Ka Seng · Loi Im Teng · Mou Wai Hong · Ng Chi Ip · Ng Ka Fu · Wong Ka Kin                                 |
| Program dowolny     | Singapur (9.25) · Chan Chee Seng · Chia Pojian · Chia Qingfa · Michael Heng · Lee Tuck Lun · Leong Richao · Lim Jun Hao · Liu Dong Song · Liu Jilong · Terry Tan · Tay Yijie · Tay Yineng · Peter Wang · Zhang Guohui | Chiny (9.21) · Cai Weifu · Chen Yuehan · Lu Tingying · Ma Sihua · Qu Jieping · Shen Jinhe · Shen Jun · Wang Lei · Zhang Bin · Zhang Hui · Zheng Yu · Zhou Zhijun                                                                                        | Malezja (9.15) · Boo Chen Loong · Cher Chin Yong · Chua Khai Ping · Hoo Jenn Shyang · Lau Chin Chuen · Lau Yong Meng · Lim Chap Yeong · Ng Chi Chang · Ng Chi Khai · Ng Per Yuean · Own Yen Ming · Sia Chee Hong · Tan Jiunn Siong · Tan Teck Sien |

## Taniec Lwa Północnego
| Konkurencja         | | | |
| ------------------- | --- | --- | --- |
| Program obowiązkowy | Chiny (9.26) · Chen Weijin · Guo Shaohua · Li Yuzhong · Qi Fei · Teng Shuyun · Wan Yanjianfeng · Yang Xiangyi | Hongkong (9.04) · Cheung Wai Yu · Lee Tsun Ho · Lawrence Leung · Lo Chi Lun · Ma Wai Cheung · Yami Mak · Tang Kai Him · Tang Tak Wai · Tang Wan Man · Yuen Lai Yan | Wietnam (8.98) · Giang Quốc Nghiệp · Huỳnh Công Phát · Lê Minh Cảnh · Lê Minh Quang · Vương Vĩ Nguyên                            |
| Program dowolny     | Chiny (9.24) · Chen Weijin · Guo Shaohua · Li Yuzhong · Qi Fei · Teng Shuyun · Wan Yanjianfeng · Yang Xiangyi | Makau (8.79) · Cai Yi Yi · Chan Ka Hou · Che Seng Seong · Choi Po Hio · Kou Kun Chi · Ng Hong Mang · Shao Shan Xing · Si Chon Pui · Si Iek Long · Wong Chou Fai    | Chińskie Tajpej (8.74) · Chen Wei-chieh · Lin Chun-hsien · Lo Chao-yu · Tai Wei-hsun · Wu Sung-chih · Yeh Tzu-hao · Yu Ching-hui |

## Taniec Lwa Południowego
| Konkurencja         | | | |
| ------------------- | --- | --- | --- |
| Program obowiązkowy | Chiny (9.27) · Jiao Genping · Liang Jianzhao · Lin Chujun · Liu Xuefeng · Tan Lida · Tan Liquan · Zhao Wande                                            | Makau (9.18) · Chan Chi Hou · Chan Kin Keong · Chan Wai Man · Cheang Hou Chun · Ku Hoi Ian · Lei Cho Ieng · Lei Ian Ian · Wong Cheng Nga · Wong Ka Weng | Singapur (9.07) · Chan Kok Hui · Benjamin Chua · Lim Liang Hong · Lim Wei Siong · Andrew Liu · Tan Yong Wah · Kenny Teo · Teo Kian Wei |
| Program dowolny     | Makau (9.25) · Chan Chi Hou · Chan Kin Keong · Chan Wai Man · Cheang Hou Chun · Ku Hoi Ian · Lei Cho Ieng · Lei Ian Ian · Wong Cheng Nga · Wong Ka Weng | Malezja (9.18) · Chong Kok Fu · Er Chong Yen · Lwee Wee Chien · Pang Pee Wei · Si Tiam Yong · Te Hwa Chong · Tiong Chun Khai · Wong Lian Khai           | Chiny (9.17) · Jiao Genping · Liang Jianzhao · Lin Chujun · Liu Xuefeng · Tan Lida · Tan Liquan · Zhao Wande                           |

## Tabela medalowa zawodów
| Poz.    | Państwo         |   |   |   |    |
| ------- | --------------- | - | - | - | -- |
| 1       | Chiny           | 4 | 1 | 1 | 6  |
| 2       | Makau           | 1 | 2 | 1 | 4  |
| 3       | Singapur        | 1 | 0 | 1 | 2  |
| 4       | Chińskie Tajpej | 0 | 1 | 1 | 2  |
| 4       | Malezja         | 0 | 1 | 1 | 2  |
| 5       | Hongkong        | 0 | 1 | 0 | 1  |
| 6       | Wietnam         | 0 | 0 | 1 | 1  |
| Łącznie | Łącznie         | 6 | 6 | 6 | 18 |